# Herri met de Bles
Herri met de Bles, também conhecido com Herri de Dinant, Herry de Patinir e Civetta (1510 — 1555 ou 1560) foi um pintor flamengo da renascença setentrional e pintor de paisagens maneirista.
Pouco se sabe com certeza sobre o artista. Acredita-se que ele foi um certo Herry de Patenir que entrou na Guilda de São Lucas em 1535 como pintor. Também se acredita que tenha sido pintor da corte da Família Este, onde ele ficou conhecido como Il Civetta. Ele contribuiu, junto com seu tio Joachim Patinir para a criação de um estilo único de pintura de paisagens que combinava cenas históricas e religiosas com a perspectiva. Junto com outros seguidores de Hieronymus Bosch, como Jan Mandyn, Pieter Huys e Jan Wellens de Cock, Met de Bles continuou a tradição do imaginário fantástico durante o Maneirismo.